# Banking school

La Banking School est une école de pensée économique du début du XIXe siècle. Formée à l'origine par un groupe d'économistes britanniques, elle défend l'idée selon laquelle la quantité de monnaie en circulation doit dépendre des besoins des agents économiques et être décorrélée de la détention d'or et d'argent (banking principle).

## Concept
La Banking school naît d'une controverse entre économistes au sujet de la quantité adéquate de monnaie dans un système économique. La Currency school, une école adversaire, soutient que l'émission de billets de banque doit être proportionnelle à la quantité d'or détenue dans les réserves de la banque d'Angleterre ; ainsi, il ne pourrait y avoir de forte inflation dans l'économie dès lors que les réserves d'or n'augmentent pas.
Face à cette position, la Banking school énonce un principe inverse. Ils considèrent que les agents économiques savent de quelle quantité de monnaie ils ont besoin pour mener à bien leurs projets, et que les crédits bancaires doivent, pour assurer la liquidité du système économique, fournir autant de crédit que nécessaire à l'activité économique en fonction de la demande des entreprises et des ménages. La Banking school a donc une conception endogène de la monnaie : elle est produite par les banques en relation avec les besoins de l'activité économique.
De manière plus générale, les tenants de la Banking school étaient en faveur d'un système bancaire librement concurrentiel, et d'un renforcement de l'autorité de la banque centrale. Si, en 1844, le Bank Charter Act impose le currency principle au Royaume-Uni, le système monétaire français s'inspirera plutôt du banking principle ; in fine, en revanche, le Banking principle dominera au Royaume-Uni également.

## Arguments

### Une émission basée sur l'or condamnerait l'économie à la stagnation
La Banking school soutient-elle qu'une une émission de monnaie basée sur l'or restreindrait le crédit et, en assurant une croissance particulièrement lente de la masse monétaire, condamnerait l'économie à une quasi stagnation. 

### Une émission endogène ne serait pas inflationniste
Les partisans de la Banking school rejetaient l'idée selon laquelle leur système était inflationniste, car selon eux, les banques prêtent sur la base d'effets réels (doctrine que l'on appela la Real Bills Doctrine).

### Une absence de cycles économiques monétaires
Les tenants de la Banking school considèrent le système bancaire comme neutre économiquement, alors que les tenants de la Currency school soutiennent que le système bancaire est à l'origine de cycles économiques. La Banking school, en effet, tient pour vrai que le cycle économique trouve son origine dans l'économie réelle, que l'activité du crédit ne fait que répercuter. 